# 接纳
《接纳》是杰夫·范德米尔于2014年创作的一部小说。这是遗落的南境系列中的第三部。该书于2014年9月2日在美国发行。

## 剧情概要
《接纳》在时间线上来回跳跃，并切换于前两部小说中几位角色的视角之间。
系列第一部《湮灭》围绕一位被称为“生物学家”的角色展开。她是进入X区域（Area X）的小组成员之一，这是一个因发生异常事件而受到限制且无人居住的地区，由一个名为“南境局”（Southern Reach）的政府组织控制。在接触到奇怪的孢子后，她开始经历一种她称之为“光亮感”（brightness）的转变。她调查了X区域，重点调查了一座可能标志着奇怪事件起源的废弃灯塔。
系列第二部《当权者》则跟随角色约翰·罗德里格兹（John Rodriguez），又名“主管”（Control）。作为南境局的雇员，他负责采访一位看起来像是生物学家的人——此人从X区域逃脱，并更愿意被称为“幽灵鸟”（Ghost Bird）。后来他断定幽灵鸟并非真正的生物学家，而是在X区域开始萌芽的她的分身。当X区域开始扩张超出其边界时，罗德里格兹与幽灵鸟一同逃离。

### 灯塔看守人
在X区域出现之前的岁月里，索尔·埃文斯（Saul Evans）——《湮灭》中引入的灯塔看守人——与九岁的葛洛莉娅（Gloria）建立了友谊，后者后来成为第十二期勘探队的心理学家和南境局的前任局长（Director）。在维护灯塔（即X区域内发现的那座灯塔）期间，索尔对亨利（Henry）和苏珊（Suzanne）这两位“科学降神会”（Séance & Science Brigade, S&SB）成员的频繁造访感到恼火，他们利用灯塔透镜进行着未知的实验。后来，邻近的“失利岛”（Failure Island）发生火灾，摧毁了S&SB的总部。在清理场地时，索尔看到地板上有一朵神秘的光之花（flower of light）。当他试图采摘它时，花刺伤了他的手指。索尔开始做生动的噩梦：他梦见走进自己的灯塔，却发现它变成了地下塔（Tower）。当他醒来时，索尔开始背诵高塔墙壁上由“爬行者”（Crawler）写下的布道文。随着时间的推移，索尔对布道文越来越痴迷。
葛洛莉娅在事发前离开去陪伴父亲。就在索尔晚上返回灯塔时，他看到透镜旁边的活动门散发出光芒。索尔走进了光芒中。当他醒来时，发现亨利和苏珊的尸体躺在他身边。然而，一个亨利的分身（doppelgänger）出现并与索尔对峙。两人最终从灯塔侧面坠落。索尔幸存下来，但当他试图逃跑时，X区域的景象涌入他的脑海。索尔最终停止了奔跑，接受了失败。在他坠落的地方形成了一个隧道，后来被勘探队员称为高塔。索尔变成了爬行者，在高塔内壁上书写着向下延伸的有机文字。

### 心理学家/局长
第二条时间线描述了葛洛莉娅最初加入南境局以及晋升为局长的过程。她与洛瑞（Lowry）关系紧张，后者是第一期勘探队的唯一幸存者，也是负责组织后续进入X区域行动的人。在未通知南境局任何人的情况下，葛洛莉娅秘密地与南境局科学家维特比（Whitby）一起越过了X区域的边界。她拜访了童年的家，在地下塔中遭遇了爬行者，并访问了灯塔。当维特比在楼上时，他显然（局长未看到）与他的分身搏斗，并声称自己杀死了它，然后她冲上楼发现他伤痕累累，却没有死去的维特比的踪影。局长发现了一个背包，维特比发誓那是死去的维特比的，里面装着在《当权者》中首次提到的手机和植物。
返回后，局长拒绝向洛瑞讲述她的经历。相反，她开始策划第十二期勘探队，并为此次任务面试了生物学家。此时揭示局长患有晚期癌症。因此，她决定加入第十二期勘探队，希望能最后探访一次X区域。局长还了解到S&SB可能参与了X区域的创造。当她为此质问洛瑞时，洛瑞拒绝承认。最后，局长拿出了她在X区域发现的那部手机的照片，声称它属于洛瑞，并被用来与X区域通信。局长认为X区域试图与洛瑞沟通，因为这部手机被发现的方式如此巧合，并且被发现后围绕它发生了许多奇怪的事情。洛瑞最终承认手机是他的，并愤然离去。
局长的故事以她作为心理学家踏上第十二期勘探队结束。她的口袋里装着一封给索尔·埃文斯的信，她希望在重逢时交给他。然而，正如在《湮灭》中所见，局长在索尔收到她的信息前就去世了：信中表达了对童年未能返回灯塔的歉意，感谢他的友谊和指引，并承诺永远记住他这位“光明守护者”（Keeper of the Light）。

### 主管与幽灵鸟
主管（Control）和幽灵鸟（Ghost Bird）通过一个先前未知的入口进入了X区域。他们在荒野中游荡，最终抵达失败岛（Failure Island），在那里他们遇到了格蕾丝·史蒂文森（Grace Stevenson，南境局的助理局长，控制之前曾与她共事）。她在杀死一个分身并带领一组人员逃入X区域后逃离了南境局。
格蕾丝揭示了X区域扩张如此之快的原因：在特定的、似乎是随机发生的“宇宙异动”（cosmic shifts）期间，边界内的时间流逝速度会加快。虽然控制与幽灵鸟只离开了几个星期，但格蕾丝已经在岛上等待了三年。这也解释了为什么有些勘探队一去不返，因为他们可能被困在里面多年，最终死去。格蕾丝还向他们展示了生物学家的“临终笔记”（Last Will and Testament），详细记录了她自《湮灭》事件后的遭遇：生物学家来到岛上寻找她的丈夫，她相信从第十一期勘探队返回的那个男人是X区域生成的她丈夫的复制品。生物学家反而遇到了一只猫头鹰（owl），这只猫头鹰成了她接下来三十年的伙伴。与典型的猫头鹰行为相比，这只猫头鹰表现得很奇怪。随着时间的推移，她开始相信这只猫头鹰就是她丈夫被X区域改变后所呈现的形态。她一直抵抗着“光亮感”的侵袭，利用痛苦让身体抵抗它，并相信她最终的转变可能会更加剧烈，也许会变成类似哀鸣怪物的东西。最终，猫头鹰死了，折磨生物学家的“光亮感”完全吞噬了她。
格蕾丝宣布生物学家正在返回岛上。幽灵鸟——她自己就是X区域生成的生物学家的复制品——遇到了她的原身，后者已经转变为一个极其巨大、高度智能、鲸鱼般的生物，不受物理定律束缚，全身布满眼睛。控制、幽灵鸟和格蕾丝决定返回高塔。在那里，幽灵鸟遇到了爬行者。当她触摸它时，她仿佛看到了X区域的诞生，仿佛它是一个独立的宇宙。格蕾丝向爬行者开枪，却意外击中了幽灵鸟。
与此同时，控制被光亮感征服，正在转变成某种非人类的东西，一个长着爪子的跛行生物。他被爬行者重伤，濒临死亡，继续向高塔深处下行。当他接近塔底的光芒时，他意识到那正是刺伤索尔并创造了X区域的光之花。他跃入了光芒之中。
格蕾丝和幽灵鸟离开高塔，前往边界。幽灵鸟对X区域可能全面扩张持矛盾态度，但也顾及格蕾丝以及她与X区域外其他人的联系。他们发现南境局大楼已被遗弃。两人继续前行，不确定X区域是消失了，还是边界已经扩张得更远。

## 反响
2014年3月15日，《BuzzFeed》独家首发了《接纳》的封面，并刊登了对杰夫·范德米尔的采访。 《接纳》收到的评论大多是好评。NPR称该书“在不同时刻分别是史上最精彩的灯塔鬼故事、一个关于第一次接触的令人深感不安的传说、一本关于死亡的书、一本关于痴迷与失去的书、一本关于面对远超我们理解范围且怪异无比的智慧时那骇人体验的书，以及一本关于海怪的书。”《卫报》称其为三部曲强有力的结局，而柯克斯书评则给予该作品星级评论。
在发行的第一周，《接纳》在纽约时报畅销书榜平装畅销小说类（Paperback Trade Fiction）中排名第16位。 《纽约时报》发表了整版书评，称该书是“纯粹的阅读享受”（pure reading pleasure），并补充说“范德米尔创造了一个沉浸其中且美妙无比的世界”。